# Janus Araghipour
Christian Sereno (født 7. maj 1990) er en dansk koncertpianist og dirigent.
Uddannet ved Syddansk Musikkonservatorium og Szymanowsky Academy of Music i Katowice. Han debuterede fra solistklassen i februar 2018.
Siden debutkoncerten har Christian optrådt som solist, kammermusiker og akkompagnatør for sangere.
I 2018 blev Christian tilknyttet som kunstnerisk leder ved London Bel Canto Festival, hvor han udover at optræde vejleder unge sangere fra hele verden.
Christian dirigerer fast Ringstedkoret (siden 2019) og har af flere omgange arbejdet for Copenhagen Opera Festival, Den Fynske Opera mm.
Christian har modtaget flere priser både som akkompagnatør og solist.